# 다키하마역
다키하마역(일본어: 多喜浜駅 타키하마에키[*])은 일본 에히메현 니하마 시에 있는 시코쿠 여객철도 요산선의 역이다. 역 번호는 Y28이며, 섬식 승강장 1면 2선 구조의 지상역이자 무인역이다.

## 역 주변
- 니하마 시청 가와히가시 지소
- 니하마 시 소방본부 기타 소방서 가와히가시 분서
- 이요 은행 니하마히가시 지점

## 역사
- 1921년 6월 21일 : 개업.
- 1987년 4월 1일 : 민영화에 의해, 시코쿠 여객철도로 이관.

## 인접 정차역
| 시코쿠 여객철도 요산선      | 시코쿠 여객철도 요산선 | 시코쿠 여객철도 요산선    |
| --------------------------- | ---------------------- | ------------------------- |
| Y 27 세키가와 다카마쓰 방면 | 요산 선                | 니하마 Y 29 마쓰야마 방면 |